# Convento do Monte Calvário
O mosteiro, ou convento de Santa Helena do Monte Calvário, mais conhecido por Convento do Monte Calvário, fica situado em Évora, na Rua Cândido dos Reis (antiga Rua da Lagoa), junto à muralha da cerca nova, na freguesia de Évora (São Mamede, Sé, São Pedro e Santo Antão), na cidade de Évora.
Adjacente à muralha eborense, este convento caracteriza-se pelo seu aspecto sóbrio, patente na longa fachada contrafortada, influenciado pelas directrizes e mandas do Concílio de Trento. Conserva praticamente intacta a sua arquitectura original, não tendo sofrido grandes alterações.
O mosteiro de Santa Helena do Monte Calvário, está classificado como Monumento Nacional desde 1922. No entanto não tem estado aberto a visitas culturais.

## História
Antiga casa religiosa da Ordem de Santa Clara, foi fundada em 29 de Maio de 1565 pela Infanta D. Maria, filha mais nova do Rei D.Manuel I.
As freiras deste mosteiro viveram sempre em grande pobreza, nele se conservando ainda o célebre Sino da Fome, que as pobres freiras tocavam quando em momentos de grande penúria apelavam à caridade do povo eborense. 
Aqui viveu enclausurada no século XVIII, durante alguns anos, por ordem do Marquês de Pombal, D. Isabel Juliana de Sousa Coutinho Paim (chamada de Bichinho de Conta), filha de D. Vicente Roque José de Sousa Coutinho de Menezes Monteiro Paim, moço fidalgo com exercício no paço, porque se recusara a consumar o casamento com o filho do Marquês.
O convento encerrou, em consequência do Decreto de Extinção das Ordens Religiosas, em 7 de Setembro de 1889, devido à morte da última freira, a abadessa Maria José. Entrou na posse do Estado, que até 1910 permitiu que nele se recolhessem mulheres, sem votos, para aprenderem a ler e diversos trabalhos domésticos.
Foi depois um Lar de jovens em situação de risco, dirigido por religiosas da Congregação das Adoradoras Escravas do Santíssimo Sacramento e da Caridade, que encerrou em 2007. 
Presentemente alberga serviços arquidiocesanos ligados ao Movimento dos Cursos de Cristandade e ao Corpo Nacional de Escutas.

## Torre mirante das religiosas
O convento, habitado por religiosas clarissas, integrou desde o início uma torre que pertencia à muralha eborense.  A iniciativa, partiu da infanta Dona Maria, que quis que as religiosas que viviam em clausura, tivessem um miradouro. Foi o jovem rei D. Sebastião que acedeu ao pedido da Infanta, que era sua tia, obrigando no entanto que a dita torre pudesse ser usada por militares em caso de guerra. 
A torre e o convento ainda existem, perto da 'porta da Lagoa', marcando a muralha da cidade de Évora.
Por se tratar de uma caso excepcional na História da Arquitectura Portuguesa, a torre mirante, o convento, claustro e pátio do tanque, merecem não apenas a consolidação do património, como uma futura abertura ao público, para visitas culturais. 